# Expedição 49
Expedição 49 foi uma expedição humana de longa duração na Estação Espacial Internacional. Ela teve início em 6 de setembro de 2016, após a partida da nave Soyuz TMA-20M da ISS retornando três tripulantes da expedição anterior. A expedição foi composta por seis astronautas e cosmonautas, três russos, dois norte-americanos e um japonês. Três deles já se encontravam a bordo da estação vindos da Expedição 48 e os três membros restantes completaram a tripulação em 21 de outubro, quase um mês depois da data planejada, devido a problemas técnicos que adiaram o lançamento da Soyuz MS-02.
Ela encerrou-se no dia 30 outubro de 2016, com a desacoplagem da nave Soyuz MS-01, que trouxe de volta à Terra três de seus integrantes, enquanto os demais a bordo davam início à Expedição 50.

## Tripulação
| Posição             | Primeira parte (Setembro até outubro de 2016) | Segunda parte (Outubro de 2016) |
| ------------------- | --------------------------------------------- | ------------------------------- |
| Comandante          | Anatoli Ivanishin                             | Anatoli Ivanishin               |
| Engenheira de voo 1 | Kathleen Rubins                               | Kathleen Rubins                 |
| Engenheiro de voo 2 | Takuya Onishi                                 | Takuya Onishi                   |
| Engenheiro de voo 3 |                                               | Robert Kimbrough                |
| Engenheiro de voo 4 |                                               | Andrei Borisenko                |
| Engenheiro de voo 5 |                                               | Sergei Ryzhikov                 |

## Insígnia
A insígnia oval da missão mostra a aurora sobre o planeta visto da ISS, com seu número em destaque no lado esquerdo do desenho. Nas bordas em negro que circundam a imagem, significando o espaço, estão os  nomes dos integrantes nos alfabeto romano e cirílico. Ela foi criada pela artista gráfica Cindy Bush do Johnson Space Center.

## Missão
Foram feitas dezenas de experiências durante esta Expedição, nenhuma delas russa, com destaque para testes de combustão na microgravidade, espectrômetros alfa-magnéticos, queima e supressão de sólidos no espaço, sinergia, crescimento na microgravidade de anticorpos monoclonais de cristais para aplicações farmacêuticas e observação da superfície da Terra em alta definição.
Durante a missão, a estação recebeu uma nova nave não-tripulada transportando suprimentos e hardware, a Cygnus OA-5.

## Galeria

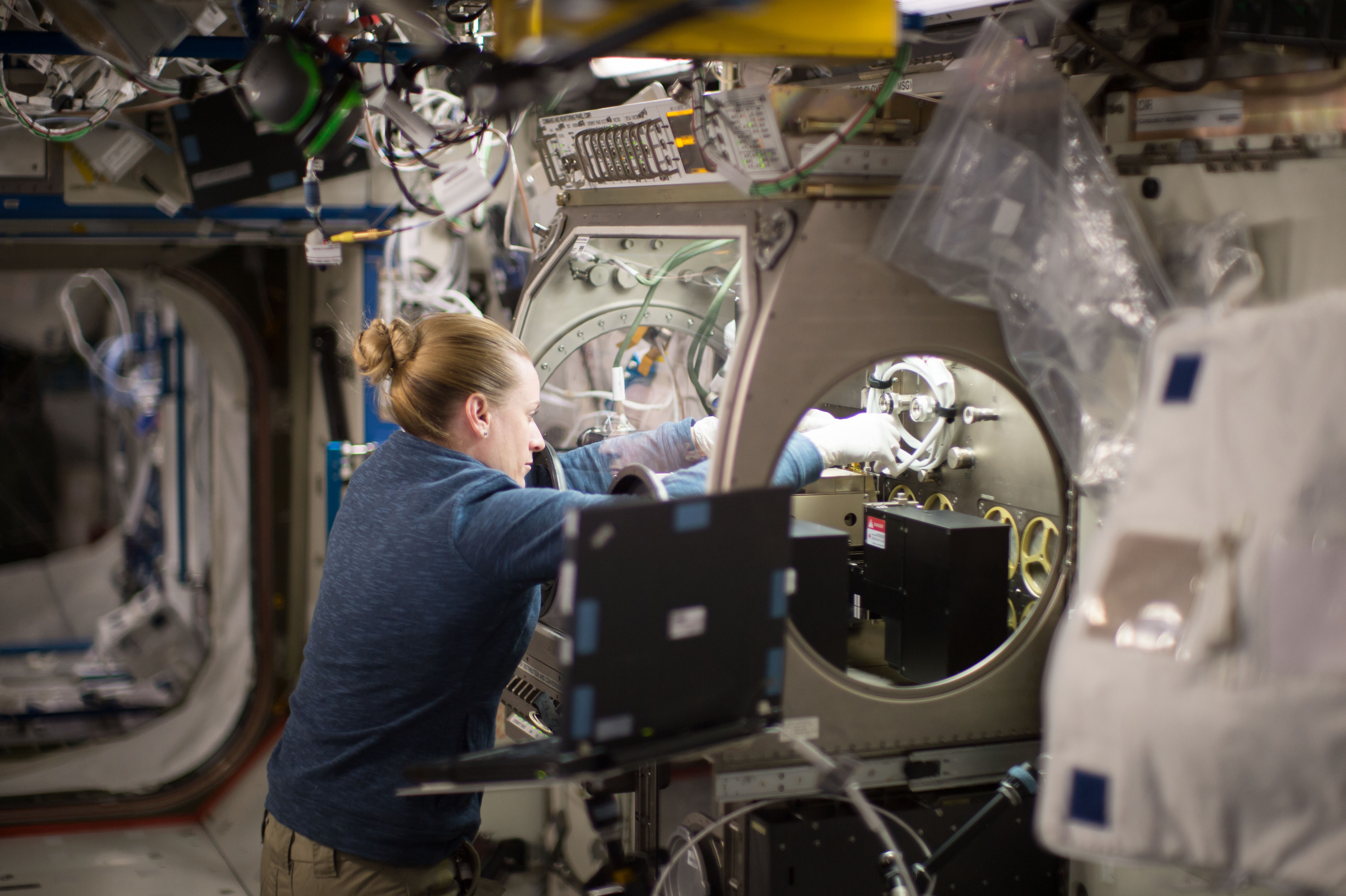
Kate Rubins instala um instrumento de diagnóstico ótico para analisar misturas de hidrocarbonetos na microgravidade.
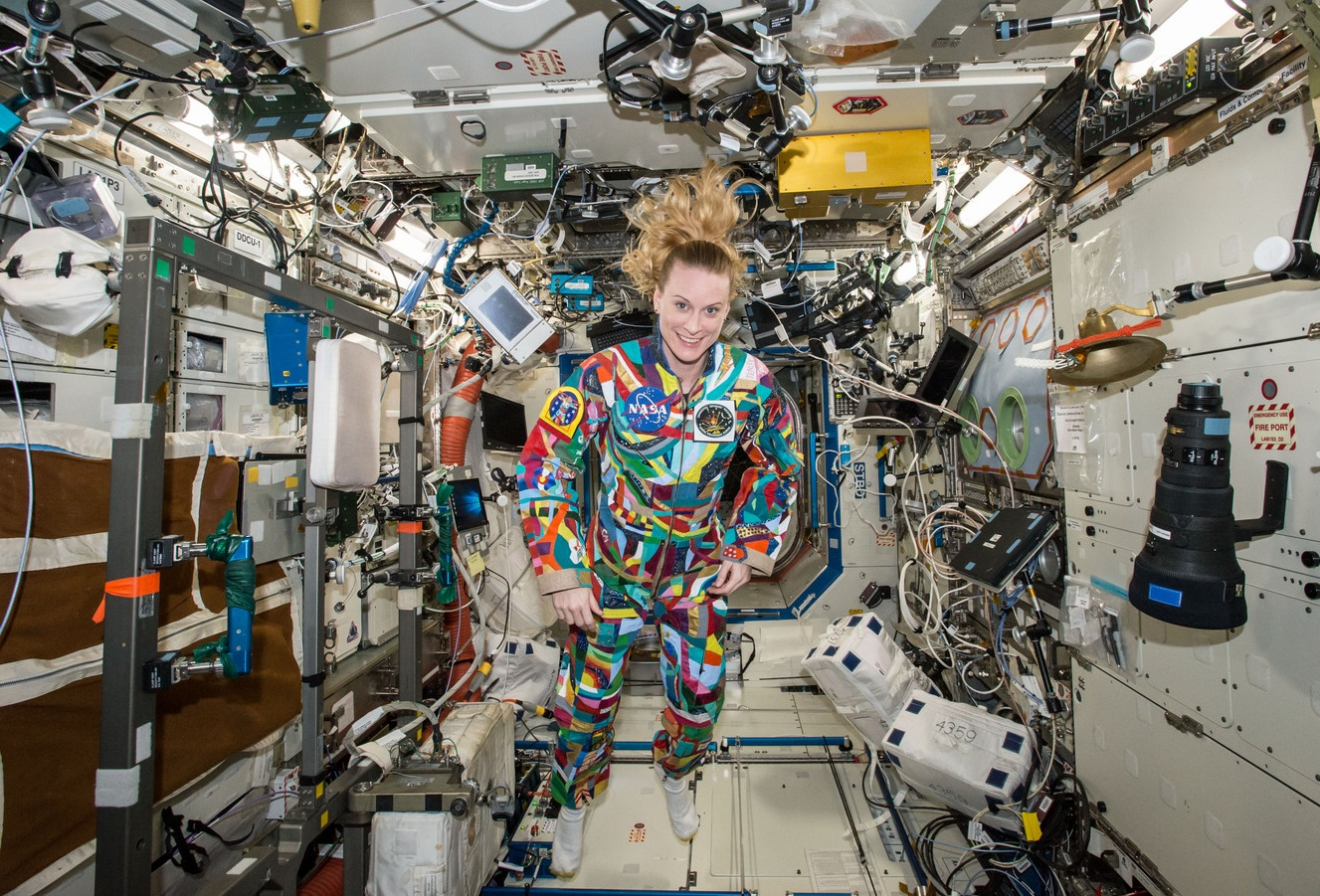
Rubins com o traje espacial "Coragem" criado por crianças pacientes de câncer de Houston, Texas, durante videoconferência com as crianças na Terra.
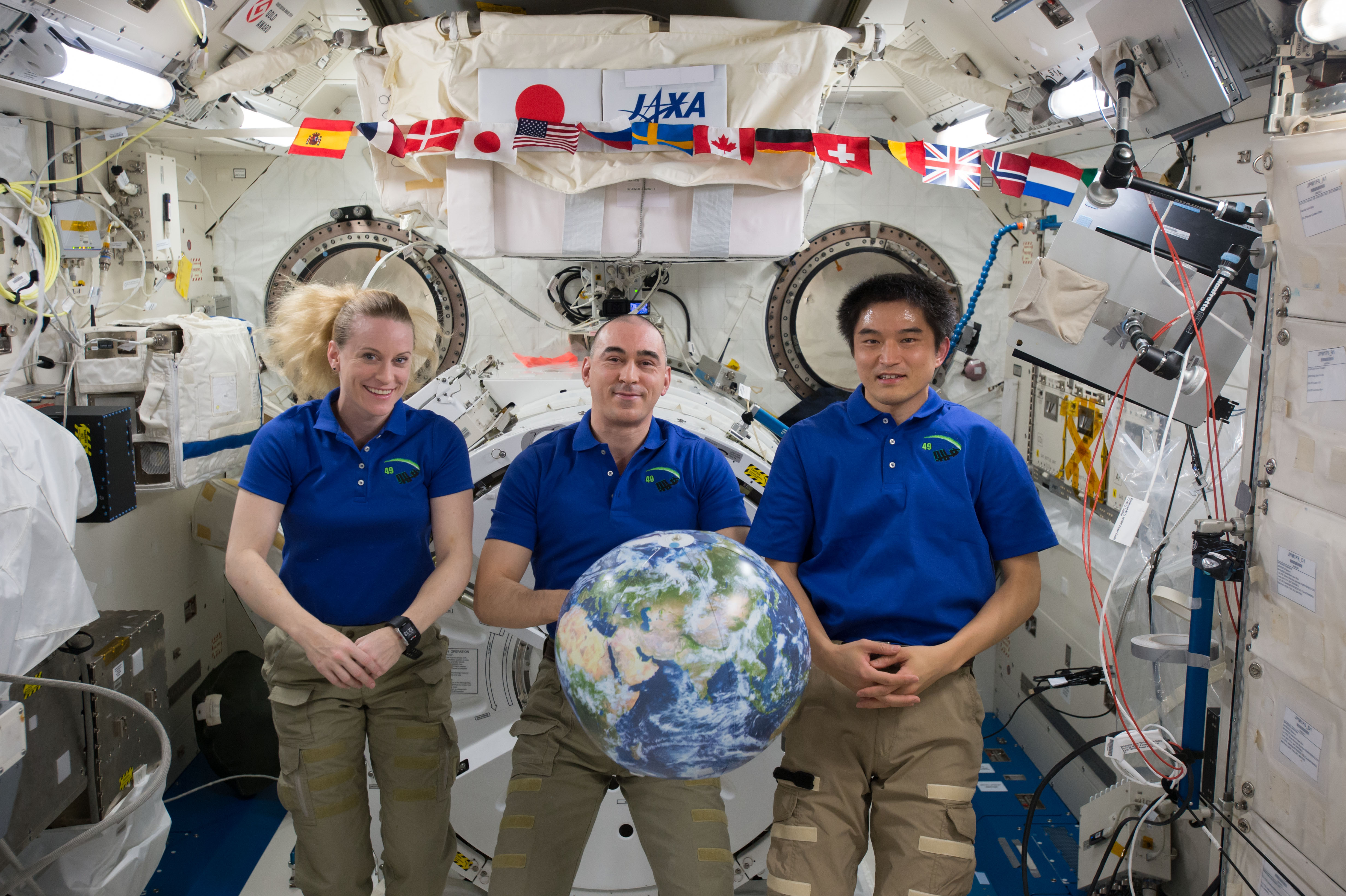
Rubins, Ivanishin e Onishi no módulo Kibo.
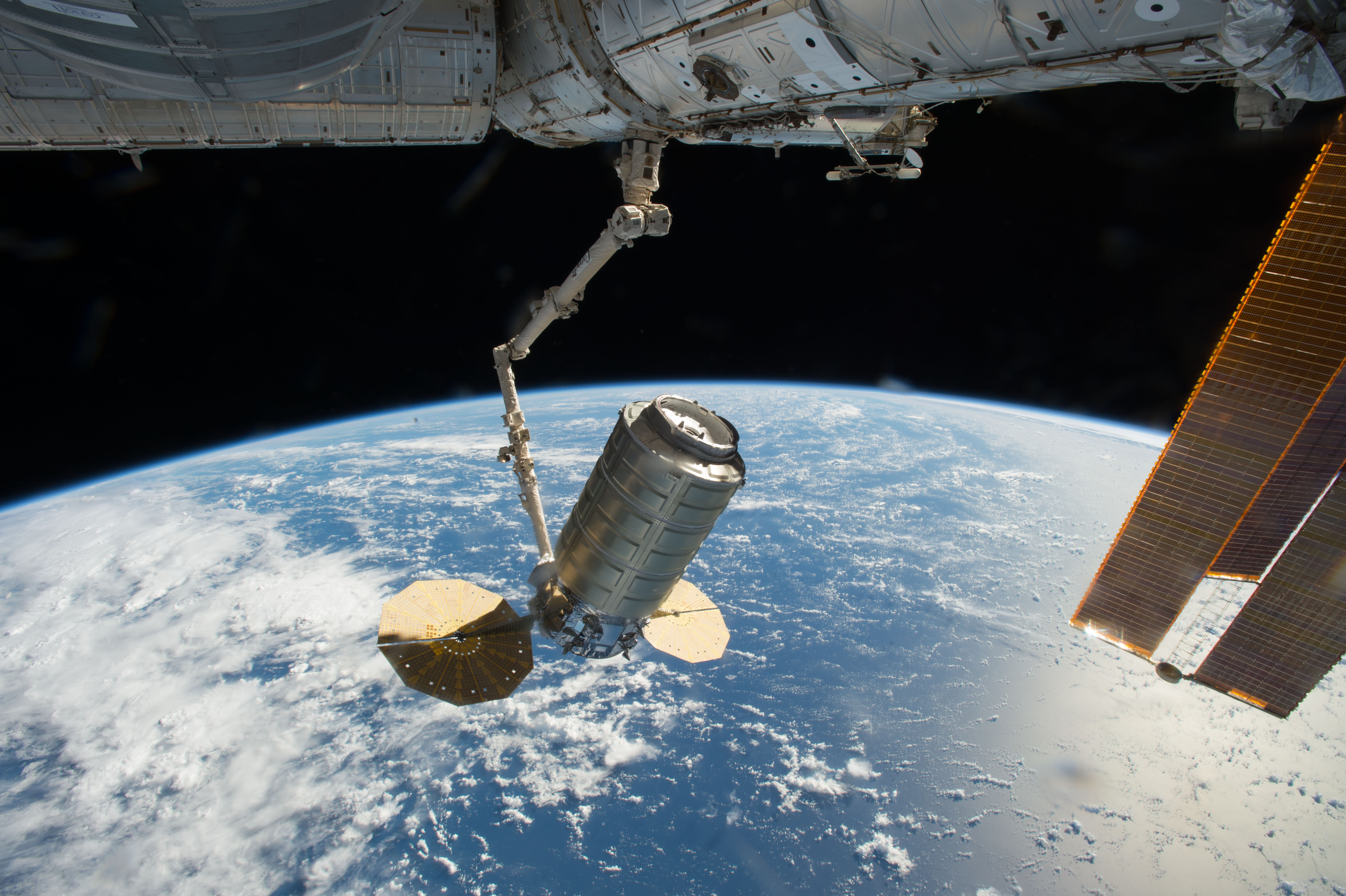
O Canadarm recolhe a nave de suprimentos Cygnus.
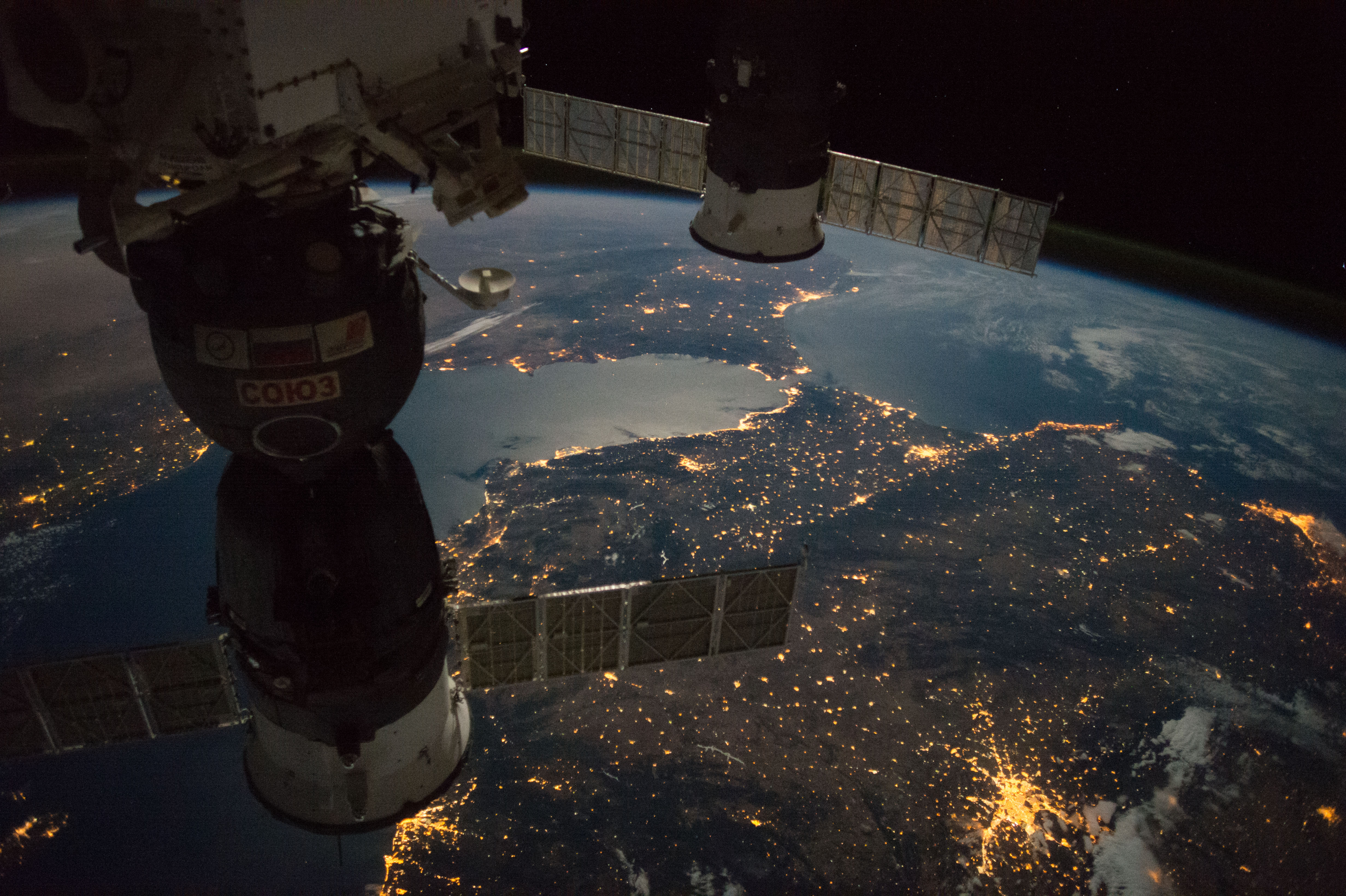
Passagem noturna sobre o Estreito de Gibraltar durante a expedição.
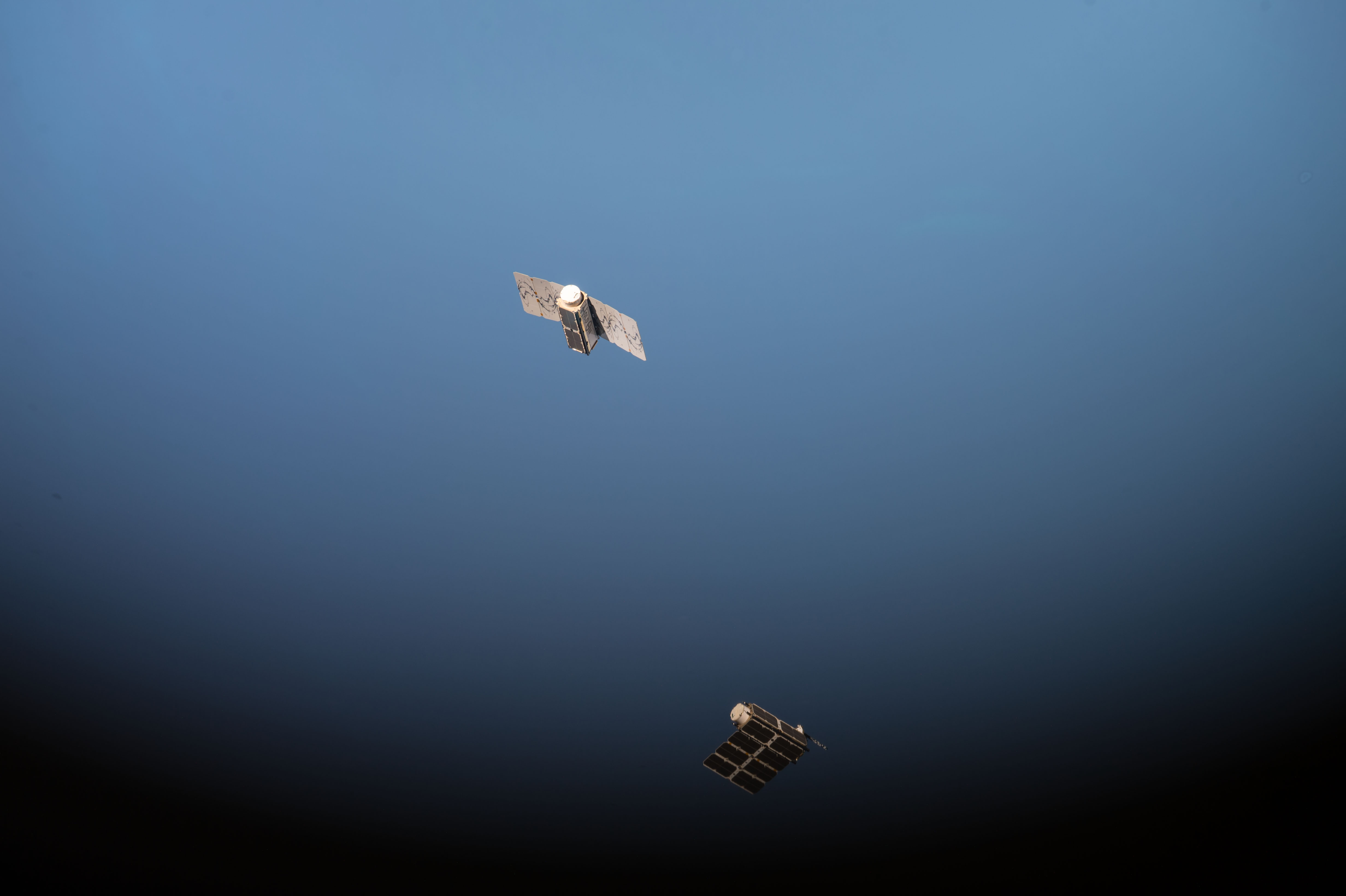
Lançamento de dois micro satélites CubeSat pela tripulação.